# Basset d’Artois
Der französische Niederlaufhund Basset d’Artois stammt vom Chien d’Artois und gilt als der direkte Vorfahre des Basset artésien normand. Sein Ursprung war in Nordfrankreich; er ist nach der Provinz Artois in der Normandie benannt.
Die Rasse gilt als ausgestorben, da sie gänzlich in der Züchtung des Basset artésien normand aufgegangen sein soll. Sie wurde daher 1938 auf Veranlassung der Société Centrale Canine (S.C.C.) aus den FCI-Listen gestrichen.